# 13. únor
13. únor je 44. den roku podle gregoriánského kalendáře. Do konce roku zbývá 321 dní (322 v přestupném roce). Svátek slaví Věnceslav a Věnceslava.

## Události

### Česko
- 0921 – Po smrti Vratislava I. se jeho manželka kněžna Drahomíra ze Stodor stala regentkou za jejich syna Václava
- 1306 – Po smrti Václava II. provdal Anežku Přemyslovnu její bratr, český a polský král Václav III., za korutanského vévodu Jindřicha
- 1992 – Oficiální připojení ČSFR k Internetu. Jako první bylo připojeno ČVUT v Praze.
- 2001 – Český film režiséra Jana Hřebejka Musíme si pomáhat (2000) byl nominován na Oscara v kategorii Nejlepší cizojazyčný film v rámci 73. ročníku udílení cen americké Akademie filmového umění a věd za rok 2000.

### Svět
- 0962 – Císař Otto I. a papež Jan XII. podepsali Diploma Ottonianum, uznávající papeže Jana jako vládce Říma
- 1542 – Kateřina Howardová, pátá manželka Jindřicha VIII., byla popravena za cizoložství
- 1633 – Galileo Galilei přijel do Říma před katolický soud – inkvizici, aby obhajoval svou teorii o kulatosti a otáčení Země.
- 1668 – Byla podepsána Lisabonská mírová smlouva, která stvrdila portugalskou nezávislost.
- 1689 – Vilém III. Oranžský a Marie II. byli prohlášeni spoluvládci Anglie, Skotska a Irska. Skotsko a Irsko je však nepřijalo.
- 1692 – Masakr v Glencoe: Skotské vojsko povraždilo 38 mužů z klanu MacDonaldů z Glencoe a spálilo jejich domovy, v důsledku čehož poté ještě umrzlo 40 žen a dětí z klanu.
- 1706 – Severní válka:bitva u Fraustadtu.
- 1880 – Thomas Edison objevil termoemisi.
- 1895 – Bratři Lumièrové patentovali svoji verzi kinematografu – kombinaci filmové kamery a projektoru.
- 1932 – Skončily III. Zimní olympijské hry.
- 1942 – V SSSR byla vyhlášena všeobecná mobilizace mužů (do 55 let) a žen (do 45 let).
- 1945
  - Rudá armáda dobyla maďarské hlavní město Budapešť.
  - Anglické bombardéry královského letectva a bombardéry amerických vzdušných sil zahájily masivní bombardování Drážďan v Německu.
- 1970 – Sedmihradský Maďar Márton Moyses se upálil v Brašově na protest proti komunistickému režimu.
- 1971 – Jihovietnamské vojenské jednotky, podporované Spojenými státy americkými, napadly v rámci Vietnamské války Laos.
- 1974 – Alexandr Isajevič Solženicyn, nositel Nobelovy ceny za literaturu z roku 1970, odešel do exilu ze Sovětského svazu.
- 1984 – Konstantin Černěnko nahradil Jurije Andropova ve funkci generálního tajemníka Komunistické strany Sovětského svazu.
- 1988 – Byly zahájeny zimní olympijské hry v Calgary v Kanadě.
- 1996 – V Nepálu začala občanská válka vedená zdejšími maoisty proti monarchistickému státnímu zřízení.
- 1997 – Mise STS-82 raketoplánu Discovery zachytila Hubbleúv vesmírný dalekohled.
- 2001 – Zemětřesení o síle 6,6 Richterovy stupnici postihlo El Salvador, zabilo přinejmenším 400 lidí.
- 2002 – Byla vydána první verze webového prohlížeče Camino.
- 2004 – Harvard-Smithsonian Center for Astrophysics zveřejnilo výsledky zkoumání hvězdy BPM 37093, podle nichž se jedná o největšího známého zkrystalizovaného bílého trpaslíka.

## Narození

### Česko

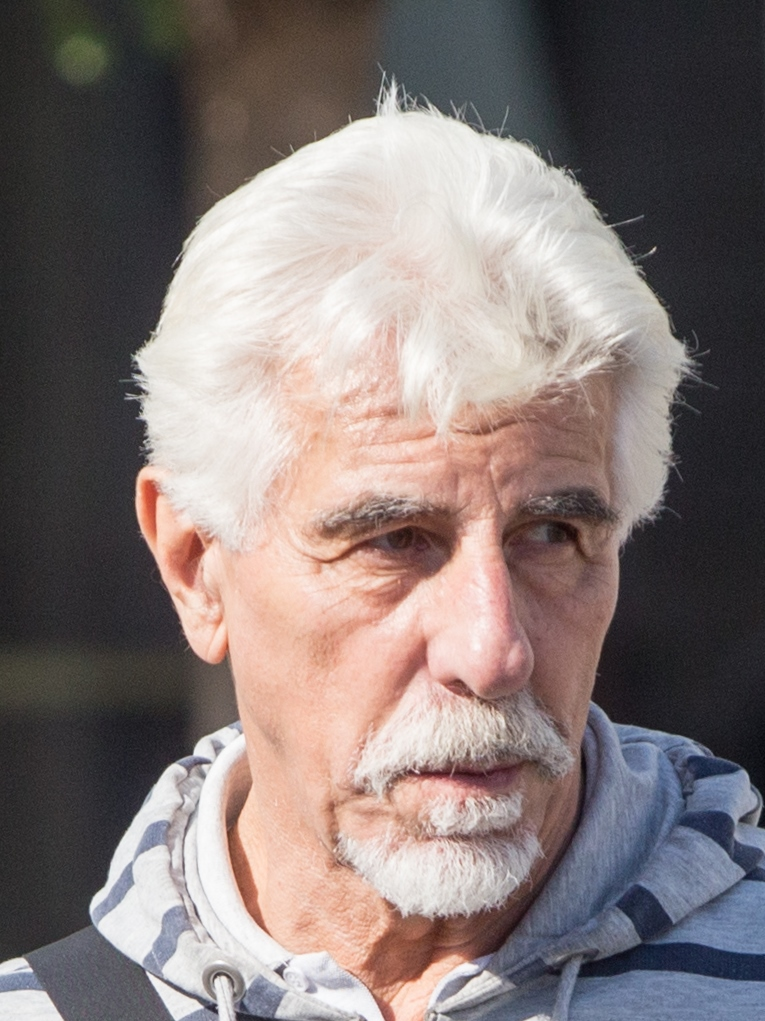
Jiří Helekal (* 1947)

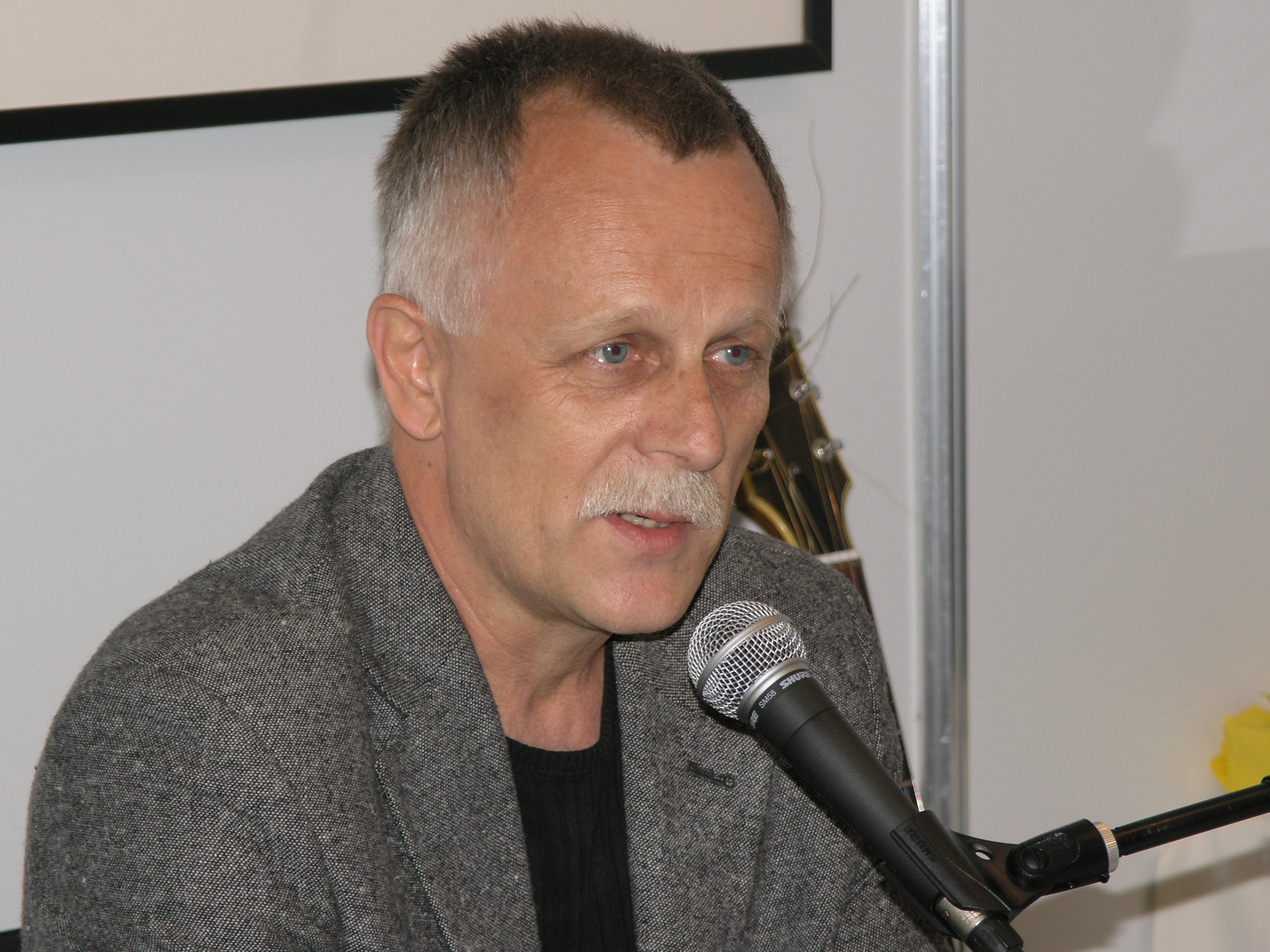
Jiří Dědeček (* 1953)

- 1518 – Antonín Brus z Mohelnice, český katolický duchovní († 15. srpna 1580)
- 1630 – Matěj Václav Šteyer, český jezuitský kněz, kazatel, překladatel, náboženský spisovatel a jazykovědec († 7. září 1692)
- 1646 – Bernard Bartlicius, český piaristický historik († 20. července 1716)
- 1691 – Antonín Koniáš, český kazatel, misionář a cenzor († 27. října 1760)
- 1711 – Quirin Mickl, opat, učenec a básník († 23. února 1767)
- 1758 – Josef Hardtmuth, rakouský architekt, zakladatel firmy Koh-i-noor Hardtmuth († 23. května 1816)
- 1798 – František Dobromysl Trnka, učitel jazyků a překladatel († 24. května 1837)
- 1848 – Karel Klostermann, český spisovatel († 16. července 1923)
- 1854 – Maxmilián Pirner, český malíř († 2. dubna 1924)
- 1857 – Friedrich Adler, český, německy píšící básník a překladatel († 2. únor a 1938)
- 1862 – Karel Weis, skladatel a sběratel lidových písní († 4. dubna 1944)
- 1878 – Tereza Dubrovská, básnířka, klavíristka, mecenáška († 8. listopadu 1951)
- 1881 – Ján Janček, československý politik slovenské národnosti († 4. října 1933)
- 1888 – Richard Teltscher, zakladatel Židovského ústředního musea v Mikulově († 7. června 1974)
- 1894
  - Gabriel Hart, herec a režisér († 13. listopadu 1961)
  - Vladimír Matula, československý politik a diplomat († 8. října 1975)
- 1895 – Josef Voleský, český malíř († 18. listopadu 1932)
- 1896 – Ján Ševčík, československý politik († 6. března 1965)
- 1916 – Jaroslav Krejčí ml., politik, právník, ekonom a sociolog († 16. února 2014)
- 1924 – Zdeněk Váňa, český archeolog († 30. ledna 1994)
- 1929 – Hana Vrbová, spisovatelka, redaktorka a překladatelka († 20. května 1995)
- 1930 – Leoš Nebor, český fotograf († 16. prosince 1992)
- 1935 – Jiří Michný, český herec († 25. srpna 1971)
- 1937 – Ivan Štraus, houslový virtuos
- 1946 – Vladimír Veit, český písničkář
- 1947 – Jiří Helekal, český zpěvák
- 1948 – Daniela Fischerová, česká spisovatelka, dramatička, scenáristka, publicistka
- 1953
  - Jiří Dědeček, český písničkář, básník, textař, překladatel, spisovatel
  - Jan Sovák, malíř
  - František Štambachr, československý fotbalový reprezentant
- 1956 – Otmar Brancuzský, herec († 22. října 2022)
- 1957 – Kamila Berndorffová, reportážní a dokumentární fotografka
- 1958 – Josef Jarolím, fotbalista
- 1960 – Michal Huvar, spisovatel
- 1980 – Zdeněk Kutlák, český hokejista

### Svět

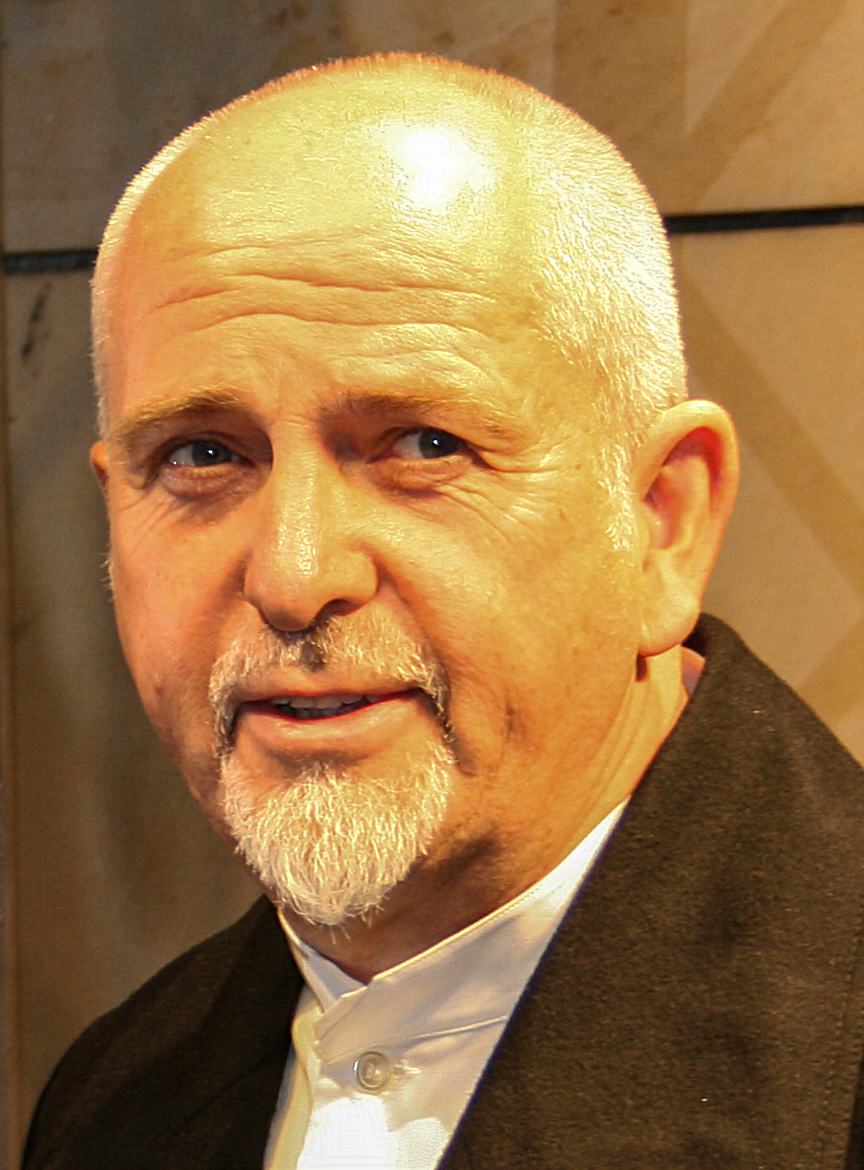
Peter Gabriel (* 1950)

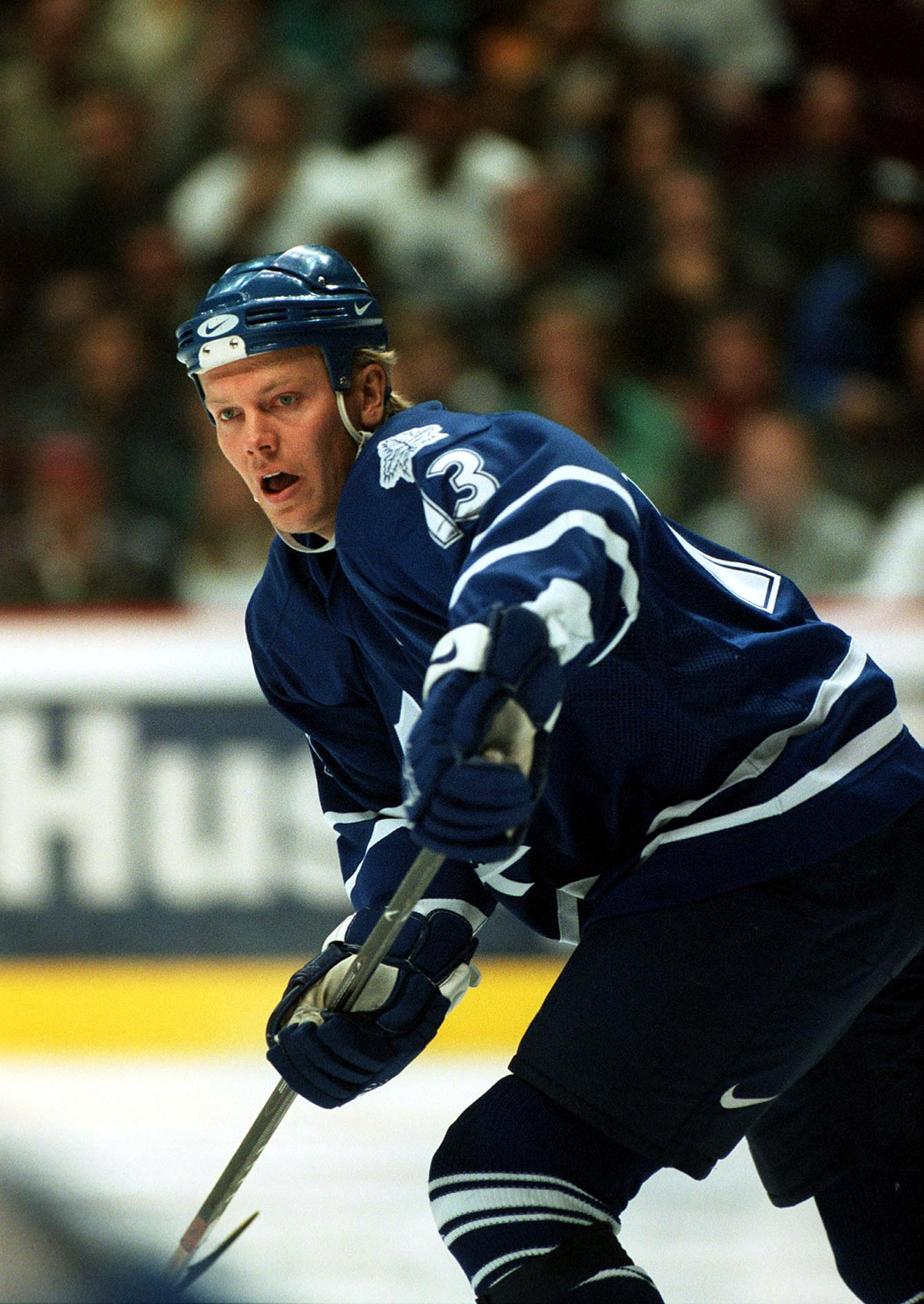
Mats Sundin (* 1971)

- 1457 – Marie Burgundská, dcera Karla Smělého a manželka Maximiliána I., císaře svaté říše římské († 27. března 1482)
- 1599 – Alexandr VII., papež († 22. května 1667)
- 1711 – Domènec Terradellas, španělský hudební skladatel († 20. května 1751)
- 1717 – Ernst Gideon von Laudon, rakouský vojevůdce († 14. července 1790)
- 1719 – Josef Liesganig, rakouský kněz, astronom a kartograf († 4. března 1799)
- 1728 – John Hunter, skotský lékař a chirurg, zakladatel moderní patologie († 16. října 1793)
- 1734 – Yves-Joseph Kerguélen-Trémarec, bretaňský mořeplavec a francouzský námořní důstojník († 1797)
- 1743 – Joseph Banks, anglický botanik a přírodovědec († 19. června 1820)
- 1757 – Thaddäus Anton Dereser, německý kněz a odborník na hermeneutiku a orientální jazyky († 16. června 1827)
- 1766 – Thomas Robert Malthus, anglický ekonom († 23. prosince 1834)
- 1768 – Édouard Adolphe Casimir Joseph Mortier, francouzský maršál († 28. července 1835)
- 1769 – Ivan Andrejevič Krylov, ruský spisovatel († 21. listopadu 1844)
- 1805 – Peter Gustav Dirichlet, německý matematik († 5. května 1859)
- 1811 – François Achille Bazaine, francouzský maršál († 23. září 1888)
- 1815
  - Anna Ottendorfer, německá filantropka a vydavatelka († 1. dubna 1884)
  - Rufus Wilmot Griswold, americký básník († 27. srpna 1857)
- 1818
  - Angelica Van Burenová, snacha 8. prezidenta USA Martina Van Burena, první dáma († 29. prosince 1877)
  - Anton Melbye, dánský malíř a fotograf († 10. ledna 1875)
- 1834 – Heinrich Caro, německý chemik († 11. října 1910)
- 1835 – Mirza Gulám Ahmad, indický islámský náboženský vůdce († 26. května 1908)
- 1847 – Erich von Kielmansegg, předlitavský státní úředník a politik († 5. února 1923)
- 1849
  - Wilhelm Voigt, německý švec, který se proslavil jako Hejtman z Kopníku († 3. ledna 1922)
  - Randolph Churchill, britský politik († 24. ledna 1895)
- 1850 – Jindřich Larisch-Mönnich II., slezský šlechtic, průmyslník a uhlobaron († 8. prosince 1918)
- 1852 – John Dreyer, irský astronom († 14. září 1926)
- 1855 – Paul Deschanel, prezident Francouzské republiky († 28. dubna 1922)
- 1863 – Milenko Vesnić, srbský diplomat († 15. května 1921)
- 1866 – Lev Šestov, ruský spisovatel a filosof († 20. listopadu 1938)
- 1867 – Harold Mahony, irský tenista († 27. června 1905)
- 1870 – Leopold Godowsky, americký klavírista, hudební skladatel († 21. listopadu 1938)
- 1873 – Fjodor Ivanovič Šaljapin, operní pěvec-basista († 12. dubna 1938)
- 1878 – Jindřich Ferdinand Toskánský, rakouský arcivévoda a toskánský princ († 21. května 1969)
- 1879 – Saródžiní Naidúová, indická bojovnice za svobodu († 2. března 1949)
- 1881 – Eleanor Farjeonová, anglická spisovatelka († 5. června 1965)
- 1884 – Alfred Gilbert, americký olympijský vítěz ve skoku o tyči († 24. ledna 1961)
- 1885 – Bess Trumanová, manželka 33. prezidenta USA Harry S. Trumana († 18. října 1982)
- 1891 – Grant Wood, americký malíř († 12. února 1942)
- 1895 – Paul Nougé, belgický surrealistický básník a fotograf († 6. listopadu 1967)
- 1901 – Paul Felix Lazarsfeld, americký sociolog rakouského původu († 30. srpna 1976)
- 1902 – Harold Lasswell, americký politolog a teoretik komunikace († 18. prosince 1978)
- 1903
  - Georgij Michajlovič Berijev, sovětský letecký konstruktér († 12. července 1979)
  - Georges Simenon, belgický spisovatel († 4. září 1989)
- 1910 – William Shockley, americký fyzik, nositel Nobelovy ceny z roku 1956 († 12. srpna 1989)
- 1911 – Wincenty Urban, polský biskup, profesor dějin církve, patrologie a dějin umění († 13. prosince 1983)
- 1912 – Anton Malloth, dozorce v Terezíně († 31. října 2002)
- 1918
  - Antolín Abad Pérez, španělský historik, spisovatel a františkánský kněz († 13. září 2007)
  - Harold J. Berman, americký právní historik († 13. listopadu 2007)
- 1919 – Tennessee Ernie Ford, americký herec a moderátor († 17. října 1991)
- 1923 – Chuck Yeager, první člověk, který překročil rychlost zvuku († 7. prosince 2020)
- 1930 – Israel Kirzner, americký ekonom
- 1932 – Alberto Winkler, italský veslař, olympijský vítěz († 14. června 1981)
- 1933
  - Kim Novak, americká filmová a televizní herečka
  - Emanuel Ungaro, francouzský módní návrhář († 21. prosince 2019)
- 1936 – Pavol Molnár, československý fotbalový reprezentant († 6. listopadu 2021)
- 1937 – Rupiah Banda, prezident Zambie († 11. března 2022)
- 1938 – Elena Antalová, slovenská redaktorka, dramatička a osvětová pracovnice
- 1939
  - Valerij Rožděstvenskij, sovětský kosmonaut ruské národnosti († 31. srpna 2011)
  - Beate Klarsfeld, německá vyšetřovatelka a lovkyně nacistů
- 1942 – Donald Williams, americký vojenský letec a kosmonaut
- 1942 – Peter Tork, americký hudebník a herec
- 1945 – Evald Flisar, slovinský spisovatel, básník, překladatel, dramatik
- 1946 – Janet Finchová, britská socioložka
- 1947 – Taťjana Tarasovová, ruská krasobruslařská trenérka a choreografka
- 1949 – Jan Egil Storholt, norský rychlobruslař, olympijský vítěz
- 1950
  - Peter Gabriel, britský hudebník
  - Bob Daisley, australský hudebník, baskytarista a textař
  - Ewa Aulinová, švédská filmová herečka
  - Peter Hain, britský politik
- 1956
  - Liam Brady, irský fotbalista
  - Janis Kouros, řecký ultramaratonec, básník a písničkář
  - Anton Sládek, slovenský fotograf.
- 1958
  - Marc Emery, kanadský aktivista bojující za legalizaci marihuany
  - Derek Riggs, britský umělec
- 1959 – Benur Pašajan, sovětský a arménský zápasník – klasik († 13. prosince 2019)
- 1960
  - Donna Pinciotti, fiktivní postava ze seriálu Zlatá Sedmdesátá (1998–2006)
  - Pierluigi Collina, mezinárodní fotbalový rozhodčí
- 1971 – Mats Sundin, švédský hokejista hrající v NHL za Toronto Maple Leafs
- 1974 – Robbie Williams, britský zpěvák
- 1977 – Julia Faure, francouzská herečka
- 1979
  - Markus Bock, německý sportovní lezec
  - Mena Suvari, americká herečka, modelka, módní designérka a mluvčí
- 1985 – Hedwiges Maduro, nizozemský fotbalista
- 2001 – Kaapo Kakko, finský hokejista

## Úmrtí

### Česko

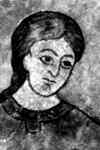
Vratislav I. († 921)

- 0921 – Vratislav I., český kníže (* asi 888)
- 1788 – Josef Jáchym Redelmayer, malíř, freskař a divadelní dekoratér (* 20. dubna 1727)
- 1841 – Josef Mirovít Král, kněz, obrozenecký spisovatel, básník a překladatel (* 16. března 1789)
- 1875 – Zachariáš Frankl, česko-německý rabín a teolog (* 30. září 1801)
- 1877 – Julius Ernst Födisch, historik a pedagog (* 20. října 1840)
- 1880 – Jan Čermák, kněz a kanovník (* 1802)
- 1925 – Ferdinand Pantůček, právník a politik (* 24. května 1863)
- 1932 – Karel Prášek, československý ministr zemědělství (* 4. února 1868)
- 1952 – Otakar Krouský, československý politik (* 28. listopadu 1873)
- 1960 – František Lexa, český egyptolog (* 5. dubna 1876)
- 1961 – Marie Helena Knajblová, řeholnice, oběť komunistického teroru (* 25. dubna 1888)
- 1963
  - Noemi Jirečková, česká klavíristka (* 29. července 1874)
  - Vilém Rittershain, český filmový architekt (* 6. dubna 1889)
- 1967 – Čeněk Kudláček, československý generál, legionář, protinacistický a protikomunistický odbojář (* 19. července 1896)
- 1980 – František Rachlík, spisovatel (* 16. září 1904)
- 1981 – Jiří V. Svoboda, český překladatel a básník (* 27. března 1924)
- 1985 – František Šilhan, český katolický kněz a jezuita (* 7. ledna 1905)
- 1986 – Otakar Votoček, historik umění (* 11. října 1921)
- 1999 – Zdeněk Galuška, spisovatel, vypravěč a malíř (* 11. července 1913)
- 2006
  - Vojtěch Engelhart, převor-administrátor Emauzského kláštera v Praze (* 11. srpna 1927)
  - Anna Siebenscheinová, překladatelka (* 29. března 1918)
- 2010 – Werner Forman, český fotograf (* 13. ledna 1921)
- 2013
  - Ctibor Rybár, šéfredaktor Nakladatelství Olympia, autor průvodců po Československu (* 25. května 1920)
  - Jan Šimáně, skaut, redaktor časopisu ABC (* 1. října 1924)
- 2014 – Viktor Růžička, český kameraman (* 10. března 1943)
- 2015 – Jan Pohan, herec (* 7. prosince 1930)
- 2016 – Bořek Šípek, architekt, designér a pedagog (* 14. června 1949)
- 2020 – Miloš Stehlík, historik umění (* 14. listopadu 1923)

### Svět

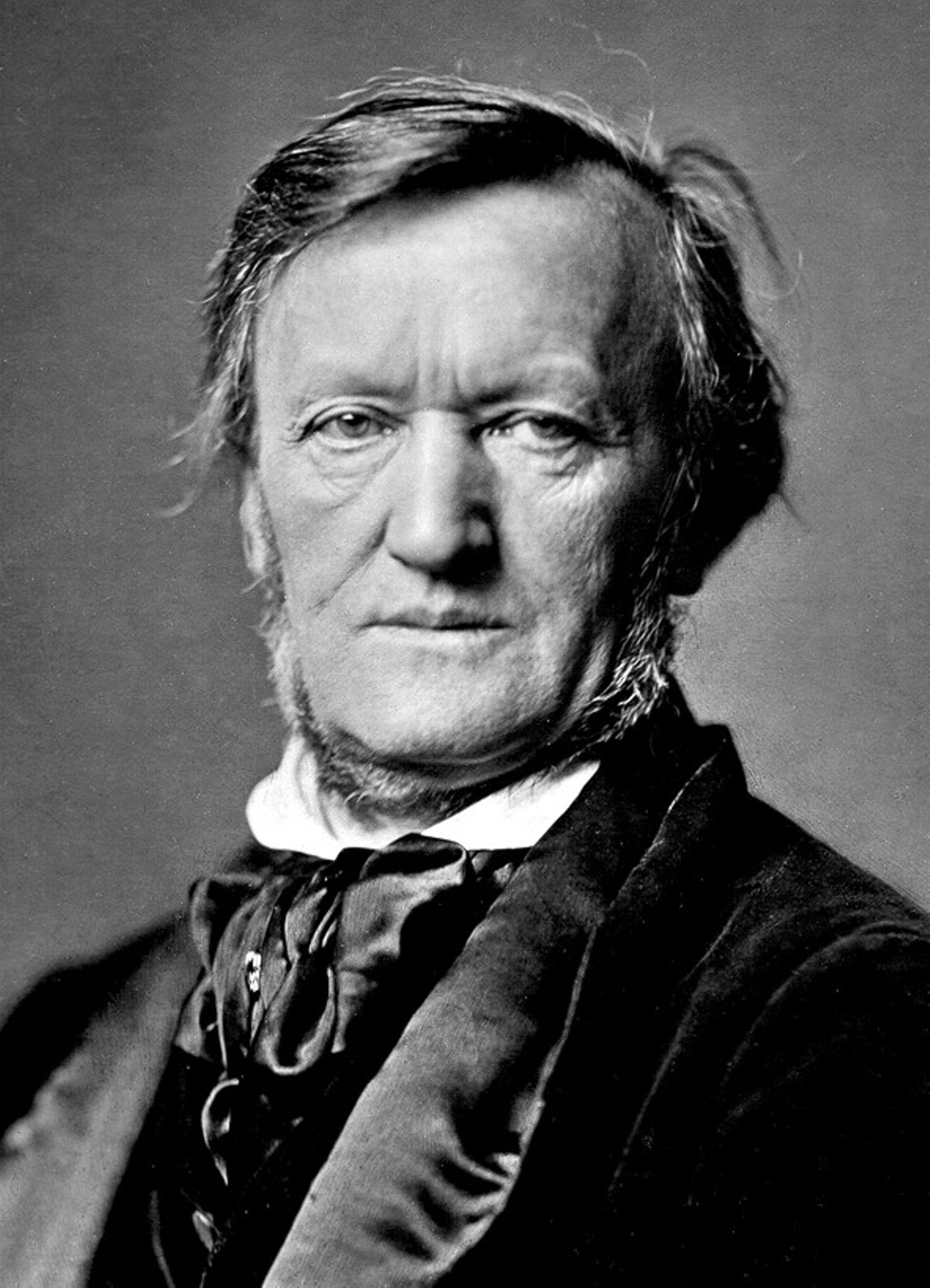
Richard Wagner († 1883)

- 0858 – Kenneth I., první král skotský (810)
- 1131 – Alžběta z Vermandois, anglická šlechtična a hraběnka z Leicesteru (* 1085)
- 1141 – Béla II. Uherský, uherský král z dynastie Arpádovců (* 1108 až 1110)
- 1247 – Ermesinda Lucemburská, lucemburská hraběnka (* ? 1186)
- 1332 – Andronikos II., byzantský císař (* 25. března 1259)
- 1550 – Eleonora Gonzaga, vévodkyně urbinská (* 31. prosince 1493)
- 1592 – Jacopo Bassano, italský malíř (* 1515)
- 1604 – Kateřina Bourbonská, navarrská princezna (* 7. února 1559)
- 1660 – Karel X. Gustav, švédský král (* 8. listopadu 1622)
- 1662 – Alžběta Stuartovna, manželka Fridricha Falckého (* 19. srpna 1596)
- 1741 – Johann Joseph Fux, rakouský barokní skladatel (* 1659 nebo 1660)
- 1787 – Ruđer Bošković, chorvatský fyzik, astronom a básník (* 18. května 1711)
- 1806 – Samuel Ambrozi, slovenský publicista (* 22. března 1748)
- 1817 – Alexej Ivanovič Musin-Puškin, ruský šlechtic, historik a sběratel umění (* 27. března 1744)
- 1837 – Mariano José de Larra, španělský romantický prozaik (* 24. března 1809)
- 1840 – Nicolas-Joseph Maison, francouzský generál (* 19. prosince 1771)
- 1870 – Franz Unger, rakouský paleontolog a botanik (* 30. listopadu 1800)
- 1875 – Bruno Braquehais, francouzský fotograf (* 28. ledna 1823)
- 1882 – Auguste Barbier, francouzský básník (* 29. dubna 1805)
- 1883 – Richard Wagner, německý skladatel (* 22. května 1813)
- 1898 – Gustav Kálnoky, ministr zahraničí Rakouska-Uherska (* 28. prosince 1832)
- 1914 – Alphonse Bertillon, francouzský policejní důstojník, zakladatel antropometrie (* 24. dubna 1853)
- 1920 – Otto Gross, rakouský lékař, psychiatr a psychoanalytik (* 17. března 1877)
- 1926 – Francis Ysidro Edgeworth, irský ekonom, matematik a statistik (* 8. únor 1845)
- 1935 – Vernon Lee, britská spisovatelka (* 14. října 1856)
- 1936 – Johann Paul Karplus, rakouský neuropsycholog a psychiatr (* 25. října 1866)
- 1942 – Otakar Batlička, český radioamatér, světoběžník, spisovatel (* 12. března 1895)
- 1947 – Erich Hecke, německý matematik (* 20. září 1887)
- 1950 – Rafael Sabatini, anglický spisovatel (* 29. dubna 1875)
- 1951 – Lloyd C. Douglas, americký luteránský pastor a spisovatel (* 27. srpna 1877)
- 1953 – Lev Zacharovič Mechlis, sovětský generál a politik (* 13. ledna 1889)
- 1956 – Jan Łukasiewicz, polský matematik a filozof (* 21. prosince 1878)
- 1957 – Gustav Mie, německý fyzik (* 29. září 1869)
- 1958
  - Christabel Pankhurst, britská sufražetka (* 22. září 1880)
  - Georges Rouault, francouzský malíř (* 27. května 1871)
  - František Viktor Podolay, slovenský malíř (* 27. května 1905)
- 1964 – Patrick Ryan, americký olympijský vítěz v hodu kladivem (* 4. ledna 1881)
- 1967 – Forugh Farrokhzad, íránská básnířka a filmová režisérka (* 5. ledna 1935)
- 1970 – Paul Camenisch, švýcarský malíř a architekt (* 7. listopadu 1893)
- 1980 – Marian Rejewski, polský matematik a kryptolog (* 16. srpna 1905)
- 1983 – Pavol Poljak, slovenský fotograf a publicista (* 16. prosince 1911)
- 1985 – Karol Martinka, slovenský a československý ekonom, politik a ministr (* 5. července 1923)
- 1989 – Evženie Řecká a Dánská, vévodkyně z Castel Duino (* 10. února 1910)
- 1991 – Arno Breker, německý sochař a architekt (* 19. července 1900)
- 1992 – Nikolaj Nikolajevič Bogoljubov, ruský matematik (* 21. srpna 1909)
- 1996 – Martin Balsam, americký herec (* 4. listopadu 1919)
- 1997 – Mark Alexandrovič Krasnoselskij, rusko-ukrajinský matematik (* 27. dubna 1920)
- 2000 – James Cooke Brown, americký autor a vynálezce (* 21. července 1921)
- 2003
  - Walt Whitman Rostow, americký ekonom a politický teoretik (* 7. října 1916)
  - Axel Jensen, norský spisovatel (* 12. února 1932)
- 2006
  - Peter Frederick Strawson, britský analytický filosof (* 23. listopadu 1919)
  - Wang Xuan, čínský vědec (* 5. února 1937)
  - Andreas Katsulas, americký herec řeckého původu (* 18. května 1946)
- 2007 – Eliana Ramos, uruguayská modelka a sestra Luisel Ramos (* 1988)
- 2010 – Jamil Nasser, americký kontrabasista (* 21. června 1932)
- 2011
  - Ondrej Richard Halaga, slovenský historik (* 4. března 1918)
  - Inese Jaunzeme, sovětská atletka, olympijská vítězka v hodu oštěpem (* 21. května 1932)
- 2012 – Jodie Christian, americký jazzový klavírista (* 2. února 1932)
- 2014
  - Marty Thau, americký hudební producent a manažer (* 7. prosince 1938)
  - Ralph Waite, americký herec a režisér (* 22. června 1928)
- 2015 – John McCabe, anglický hudební skladatel a klavírista (* 21. dubna 1939)
- 2016 – Antonin Scalia, soudce Nejvyššího soudu (* 11. března 1936)
- 2017 – Kim Čong-nam, nejstarší syn bývalého severokorejského diktátora Kim Čong-ila (* 10. května 1971)
- 2018 – Princ Henrik, manžel dánské královny Markéty II. (* 11. června 1934)
- 2019 – Miroslav Kusý, slovenský politolog, filosof, publicista, pedagog a politik (* 1. prosince 1931)

## Svátky

### Česko
- Věnceslav, Věnceslava, Věnek, Věnka
- Jordan, Jordana

### Svět
- Světový den rádia
- Slovensko – Arpád
- Švédsko – Agne

## Pranostiky

### Česko
- O svatém Řehoři mrazy přituhnou a vše moří.

| 13. únor v pražském KlementinuÚdaje jsou platné k 11. 3. 2025. | 13. únor v pražském KlementinuÚdaje jsou platné k 11. 3. 2025. | 13. únor v pražském KlementinuÚdaje jsou platné k 11. 3. 2025. |
| minimum                                                        | denní průměr                                                   | maximum                                                        |
| -------------------------------------------------------------- | -------------------------------------------------------------- | -------------------------------------------------------------- |
| −25,7 °C (1929)                                                | 1,2 °C (od 1961)                                               | 14,1 °C (1992)                                                 |